# Terra de Caldelas
Terra de Caldelas egy comarca (járás) Spanyolország Galicia autonóm közösségében, Ourense tartományban. Székhelye Castro Caldelas. Népessége 2005-ös adatok szerint 4 203 fő volt.

## Települések
A székhely neve félkövérrel szerepel.
- Castro Caldelas
- Montederramo
- Parada de Sil
- A Teixeira